# Mănăstirea Saharna
Mănăstirea Saharna, în întregul ei ansamblu, este unul din cele mai vechi așezăminte monahale din cadrul Bisericii Ortodoxe din Republica Moldova. Ansamblul monastic este compus din două mănăstiri: una rupestră (Bunăvestire) și alta terestră (Sf. Treime). Istoria mănăstirii rupestre se cunoaște foarte puțin, neștiindu-se data precisă a întemeierii și cine sunt întemeietorii.

## Istoric
Mănăstirea terestră, fiind o ctitorie călugărească, a fost întemeiată în anul 1776 de către Schimonahul Vartolomeu Ciungu (anii de viață - 1739-1798, Ciungu nu este numele de familie, ci doar un apelativ). Câte ceva despre viața starețului Vartolomeu aflăm din inscripția, ce însoțea portretul lui, descoperit în trapeza mănăstirii „Sf. Treime” Rudi de către inginerul-arhitect Nicolae Țiganco, portret, ce mai târziu dispare fără urmă. Iată această inscripție, tradusă din limba ucraineană în română în anul 1928: ”... în 1739 în ziua 23 a lunii decembrie a avut loc nașterea trupească, a numitului Vasile, din părintele preot Teodor și maică Pelagheia.
Din cele mai străvechi timpuri, Mănăstirea Saharna reprezenta un adăpost religios, o cetate de spiritualitate, păstrînd nestinsă făclia credincioasă în Dumnezeu, devenind candela conștiinței naționale, sprijinul moral al omului împovărat de grijile existenței sale umane.

## Galerie de imagini

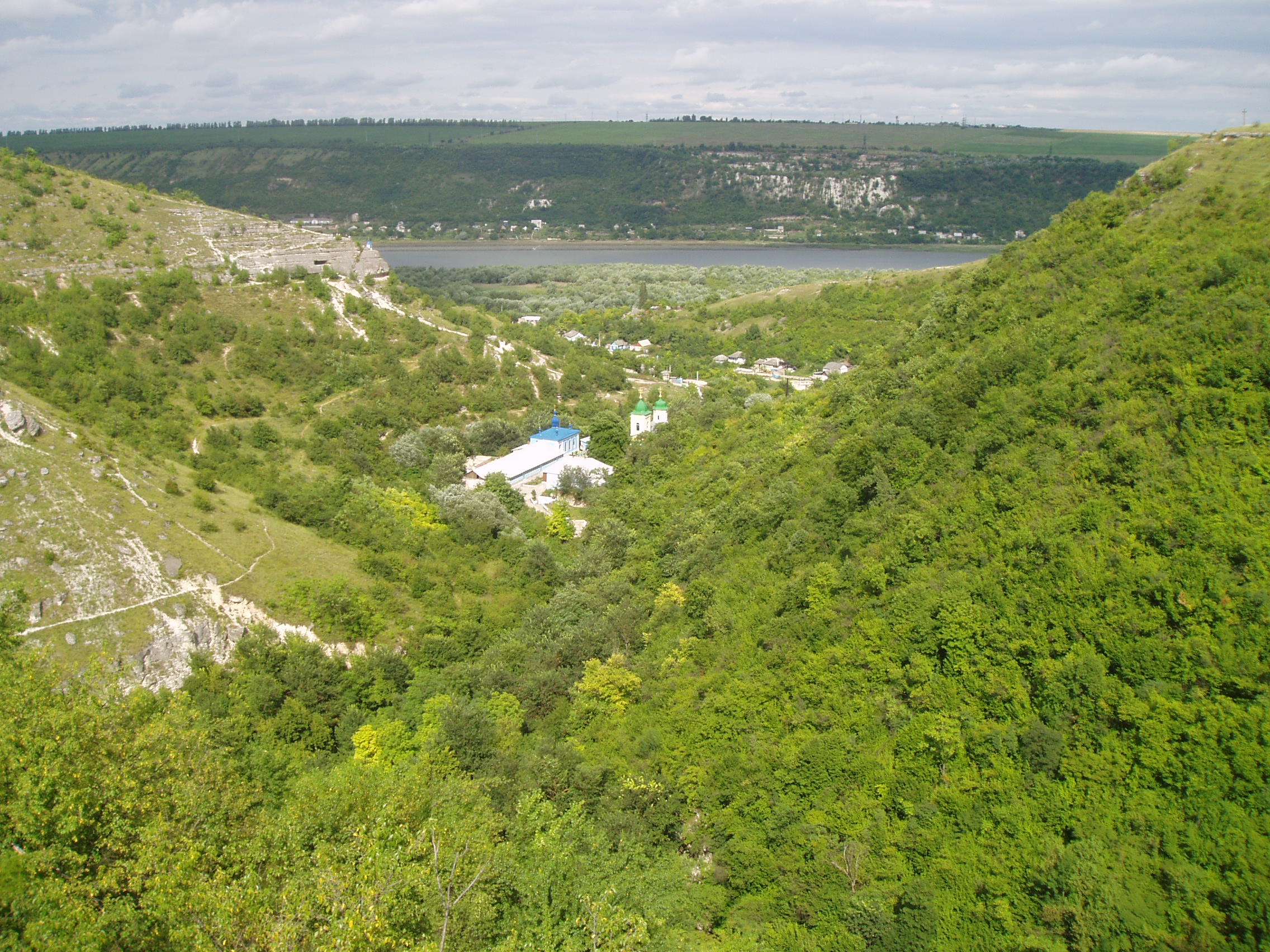
Vederere distanțată.
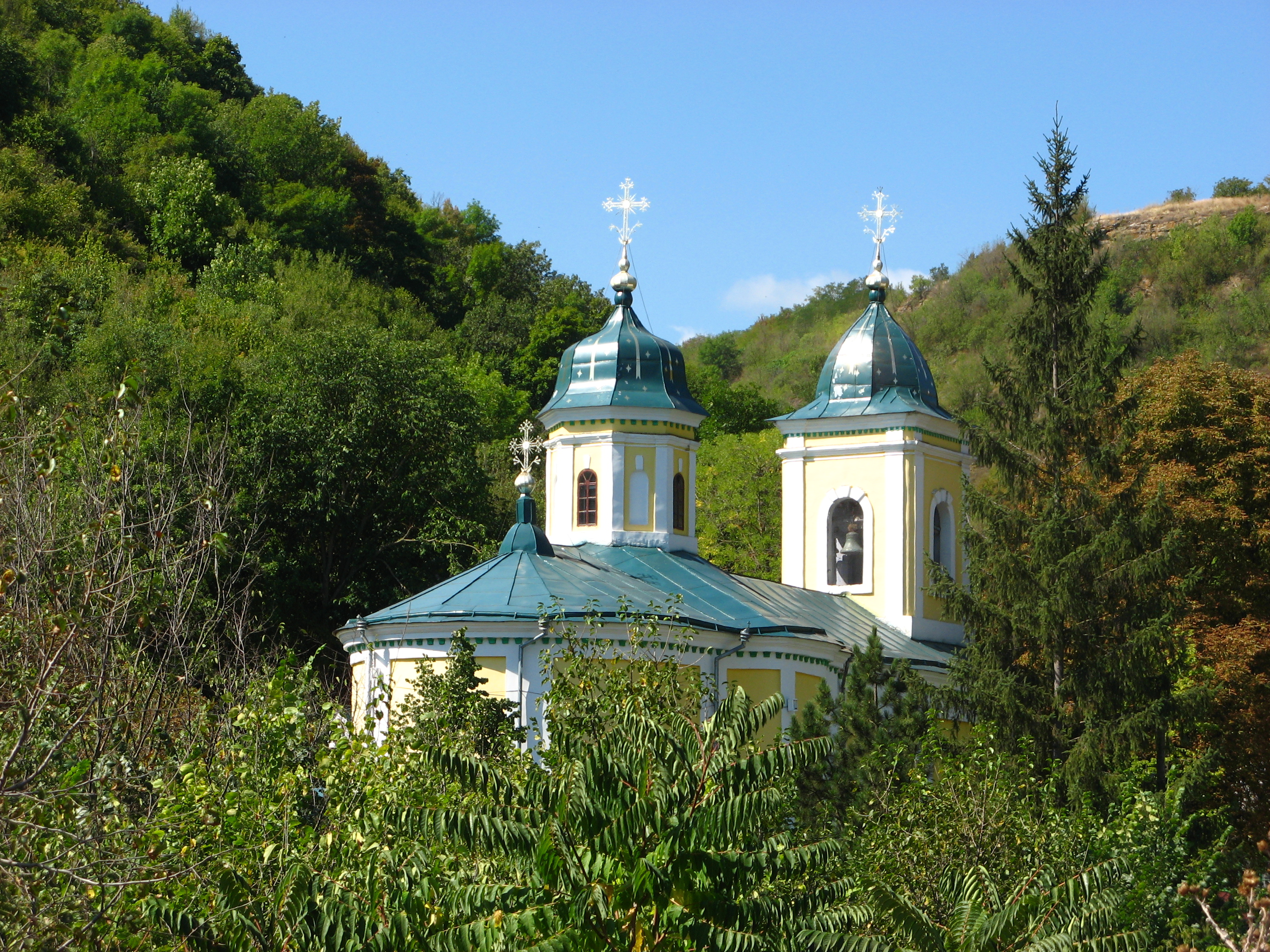
Biserica mănăstirii Saharna.
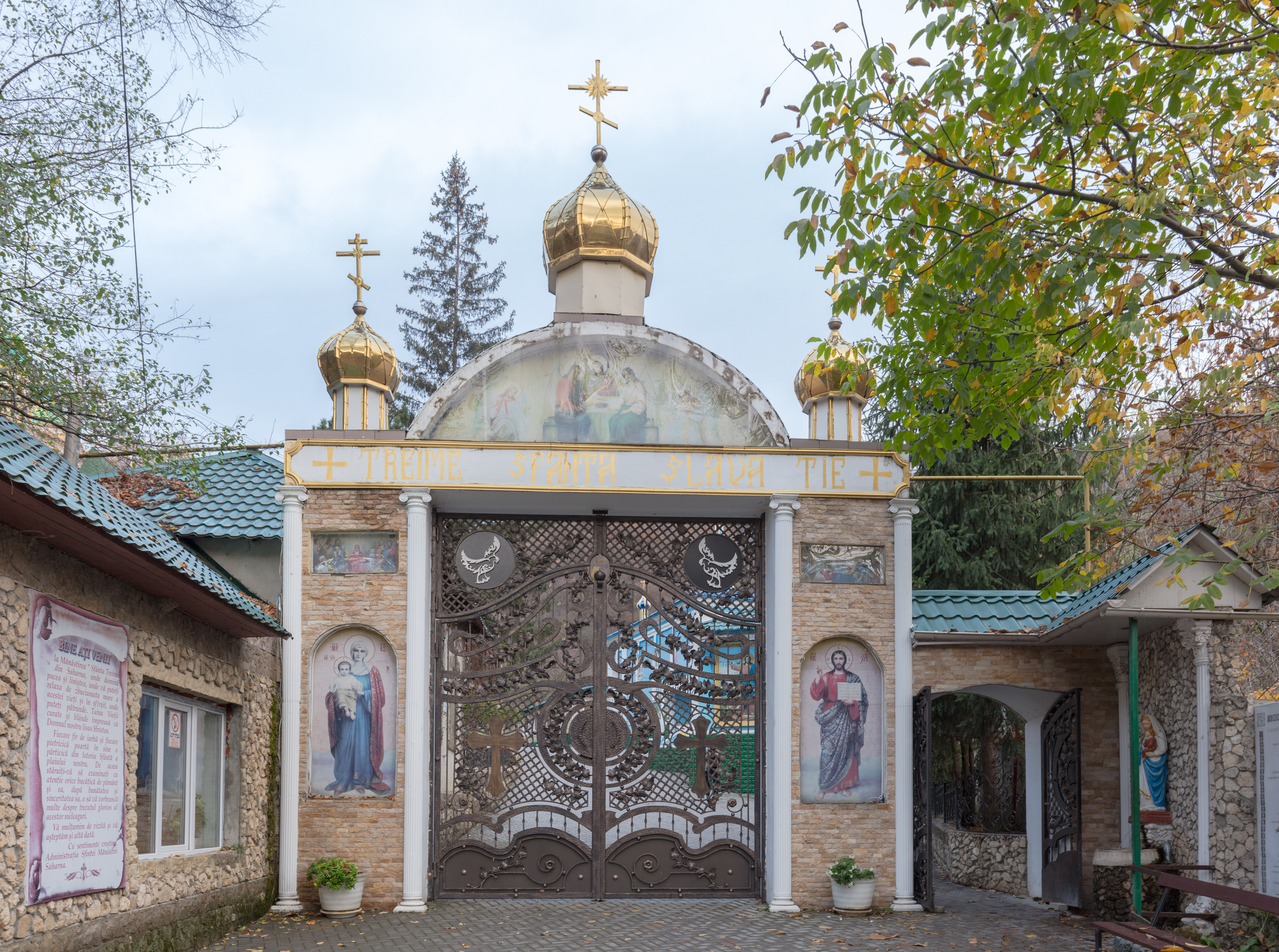
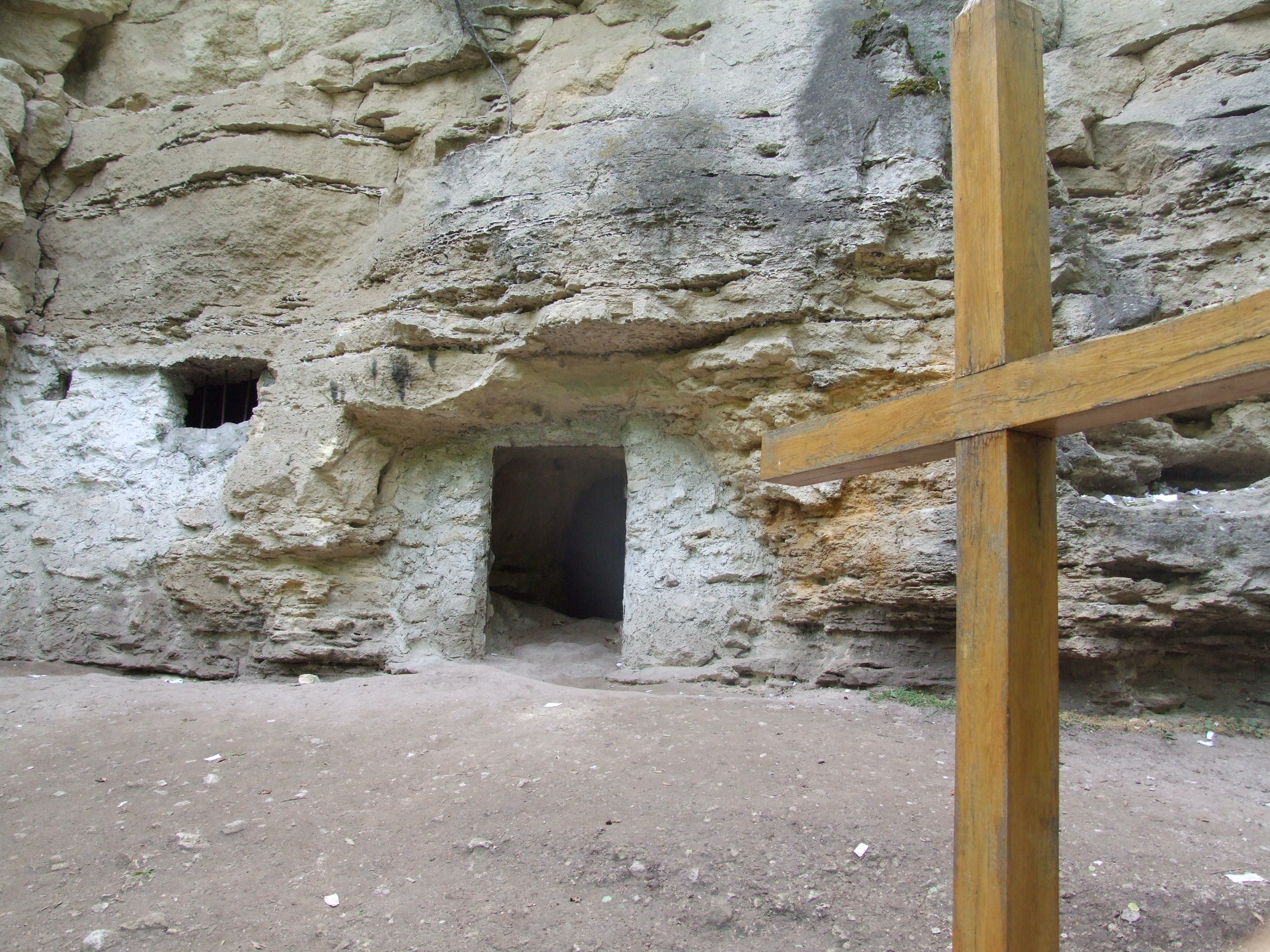
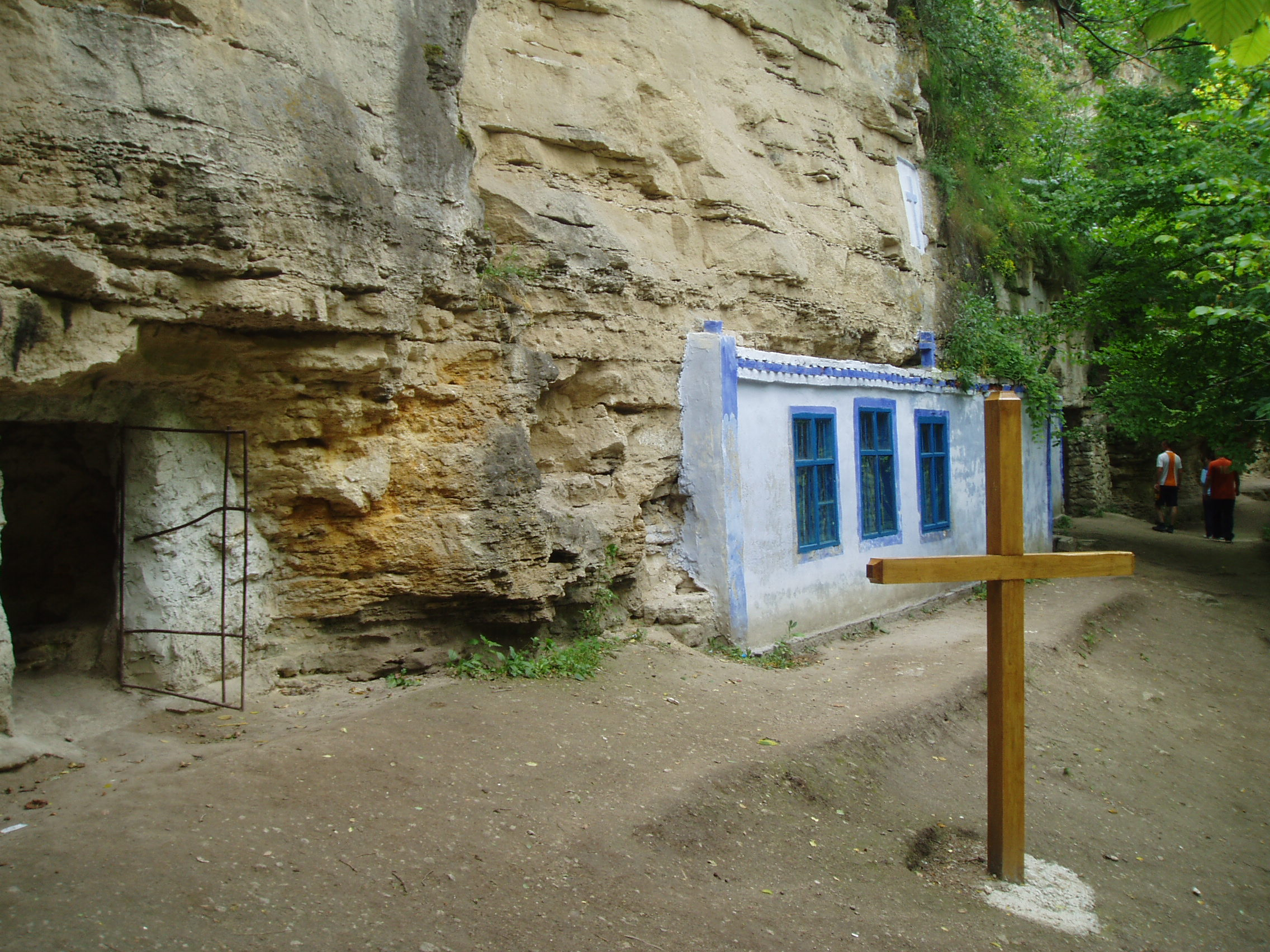
Lăcașul rupestru
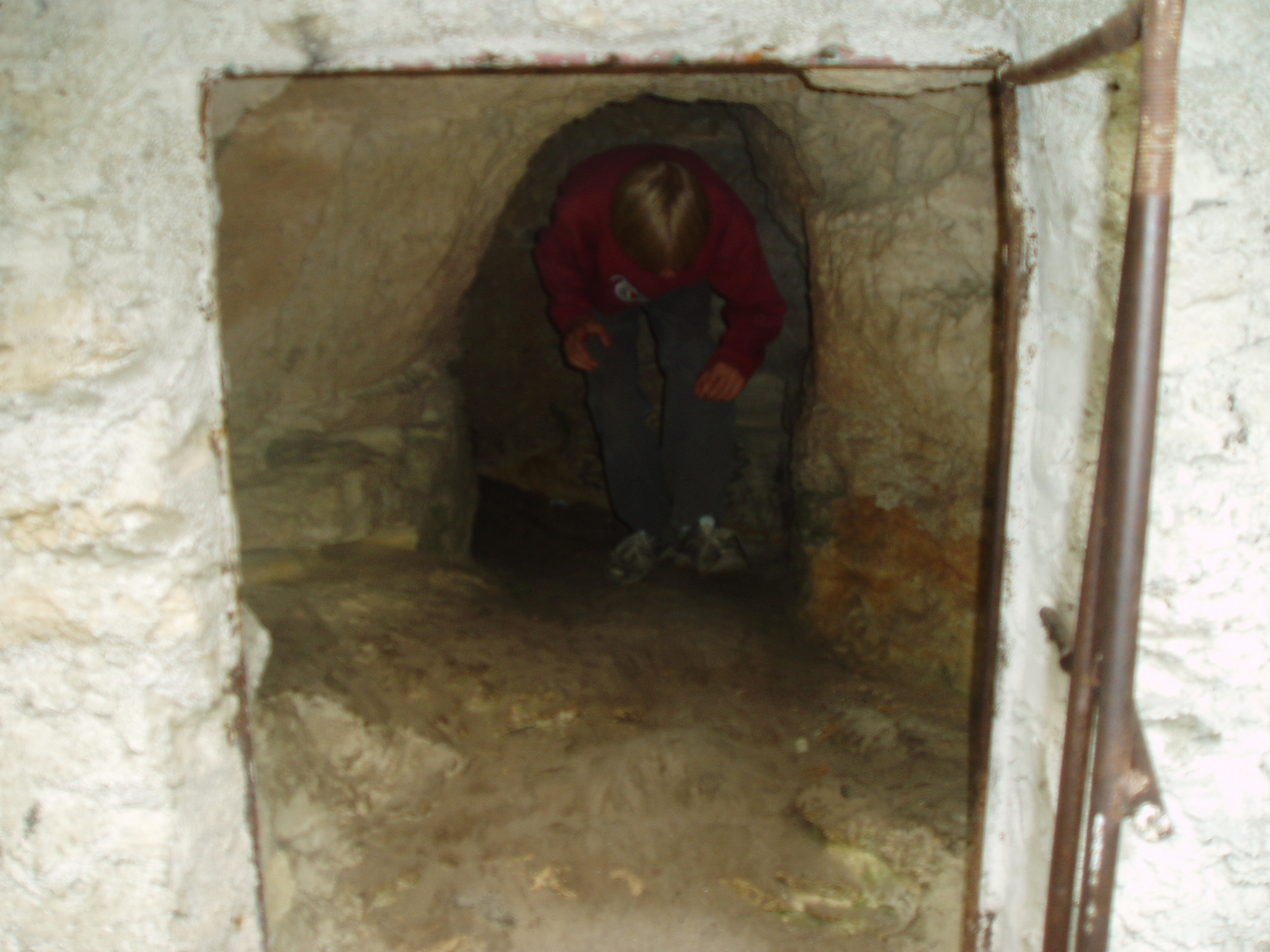
Interiorul unuia dintre schiturile rupestre.
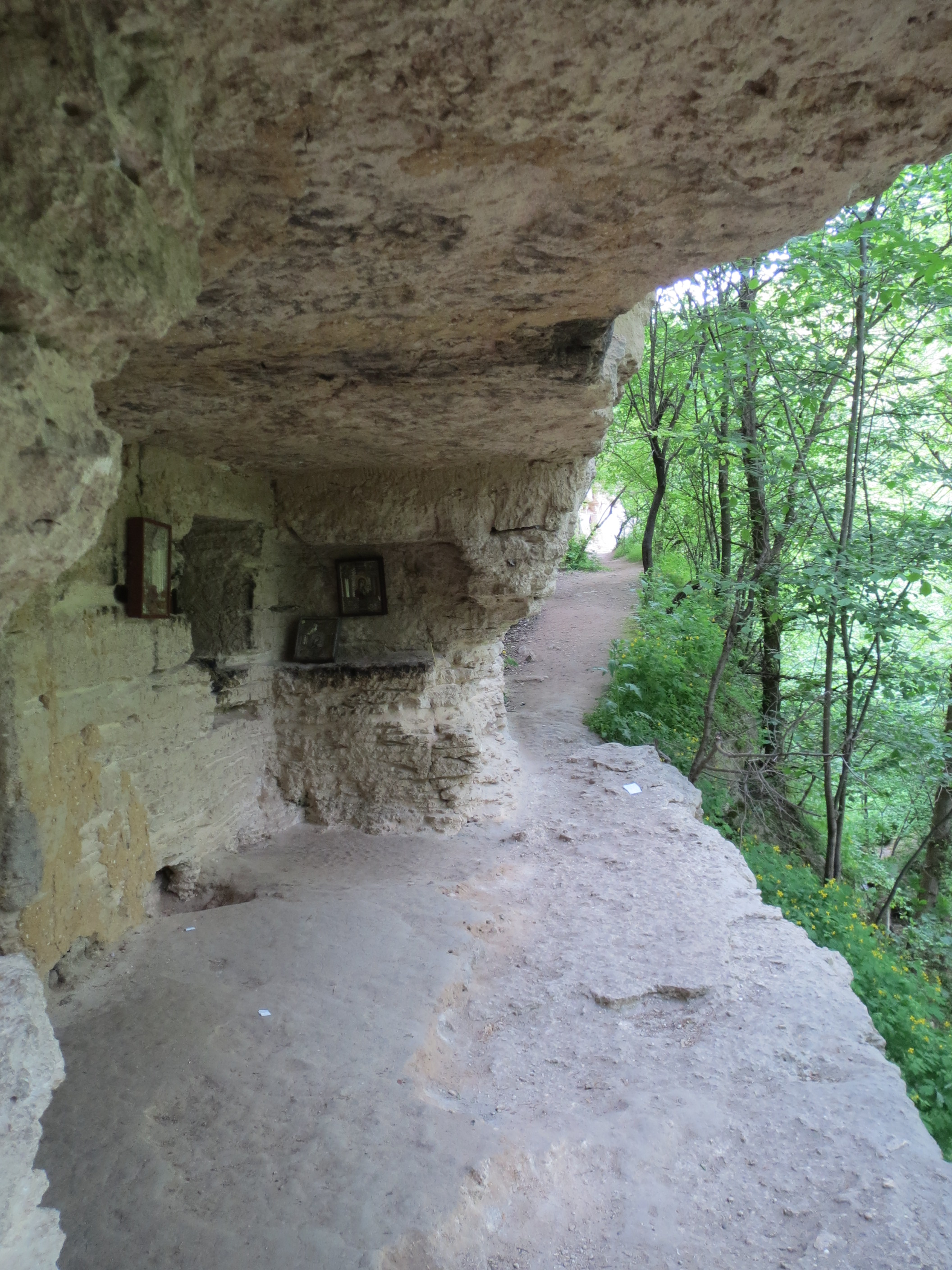
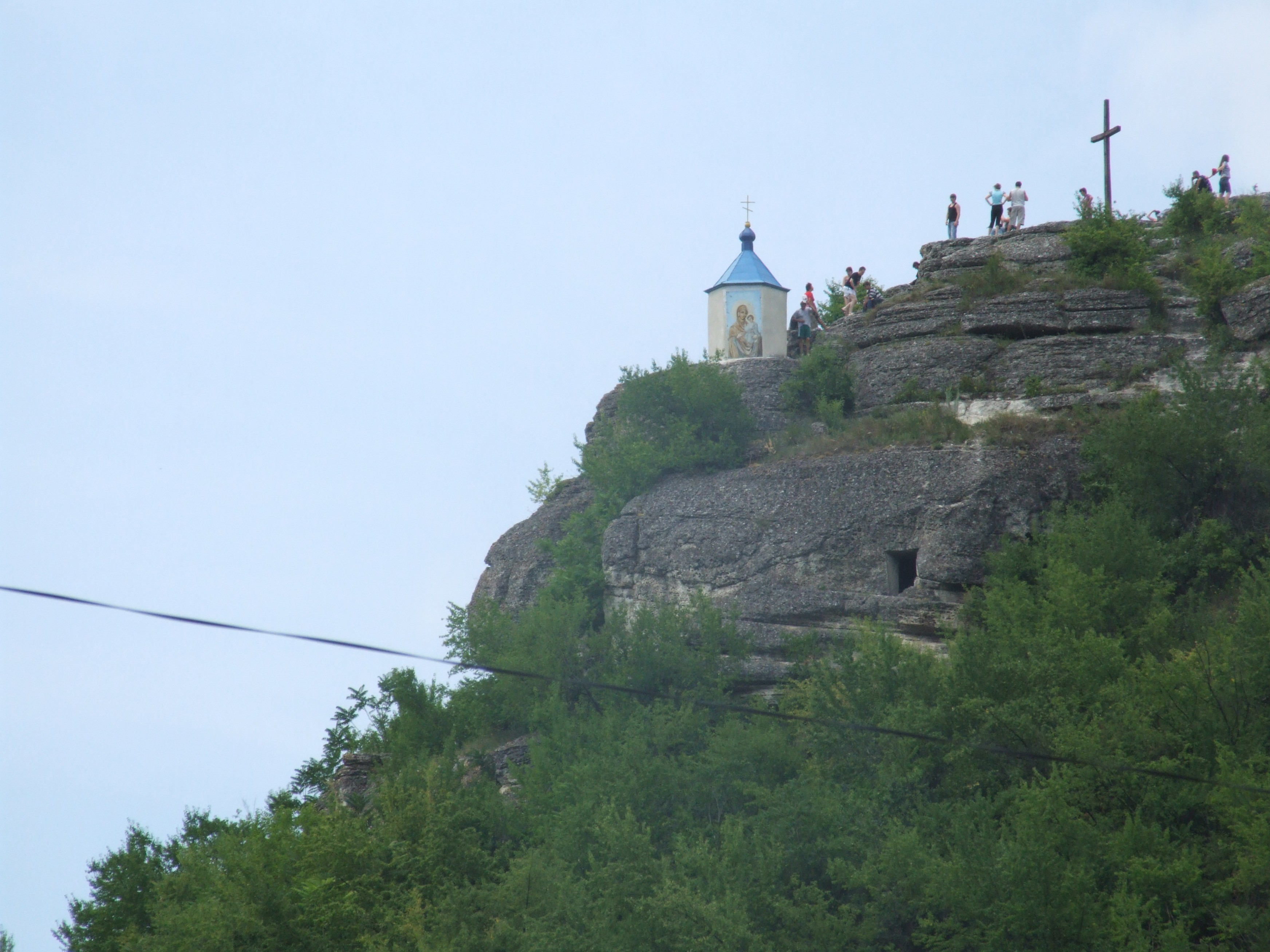
Stânca numită „Talpa Maicii Domnului”
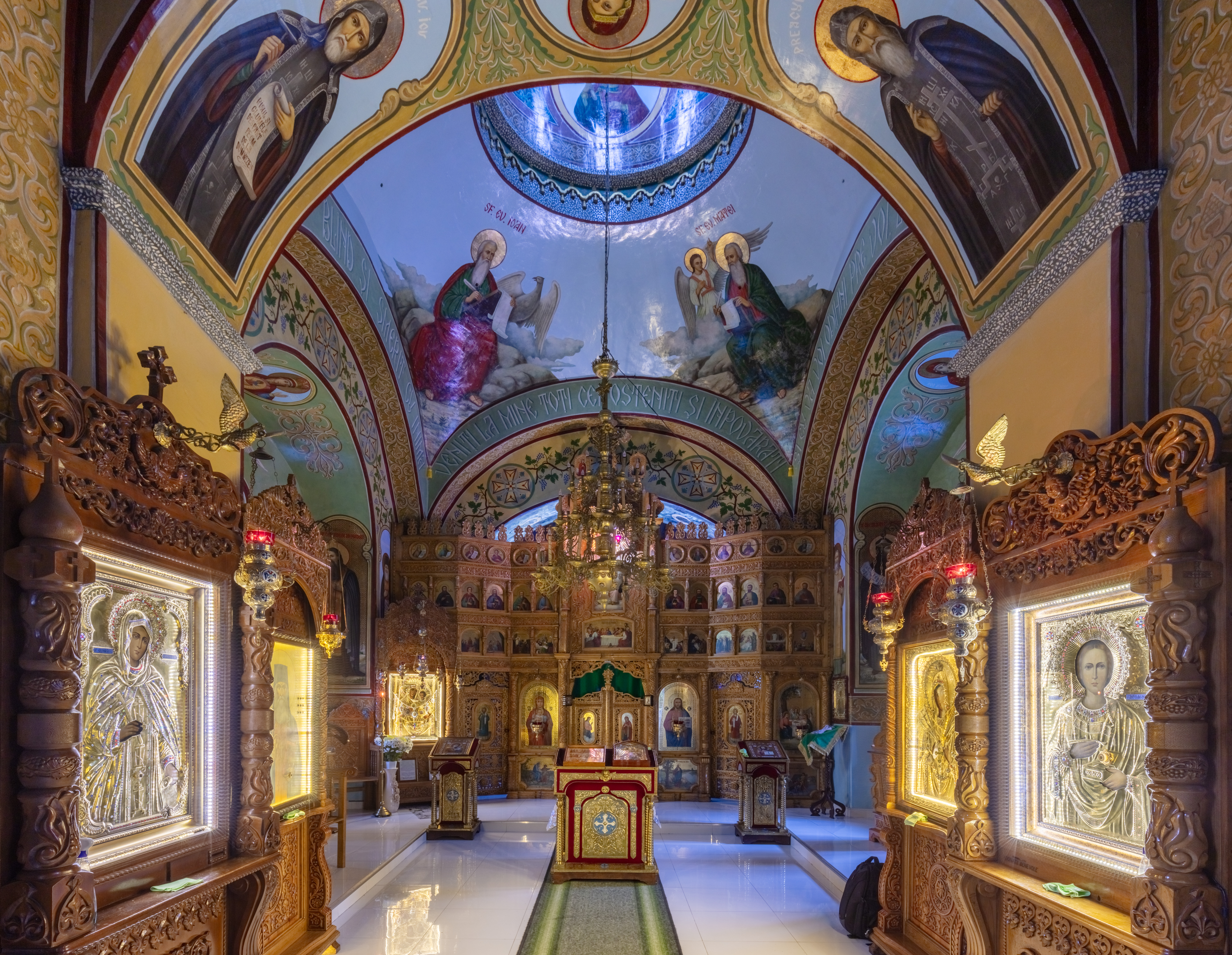
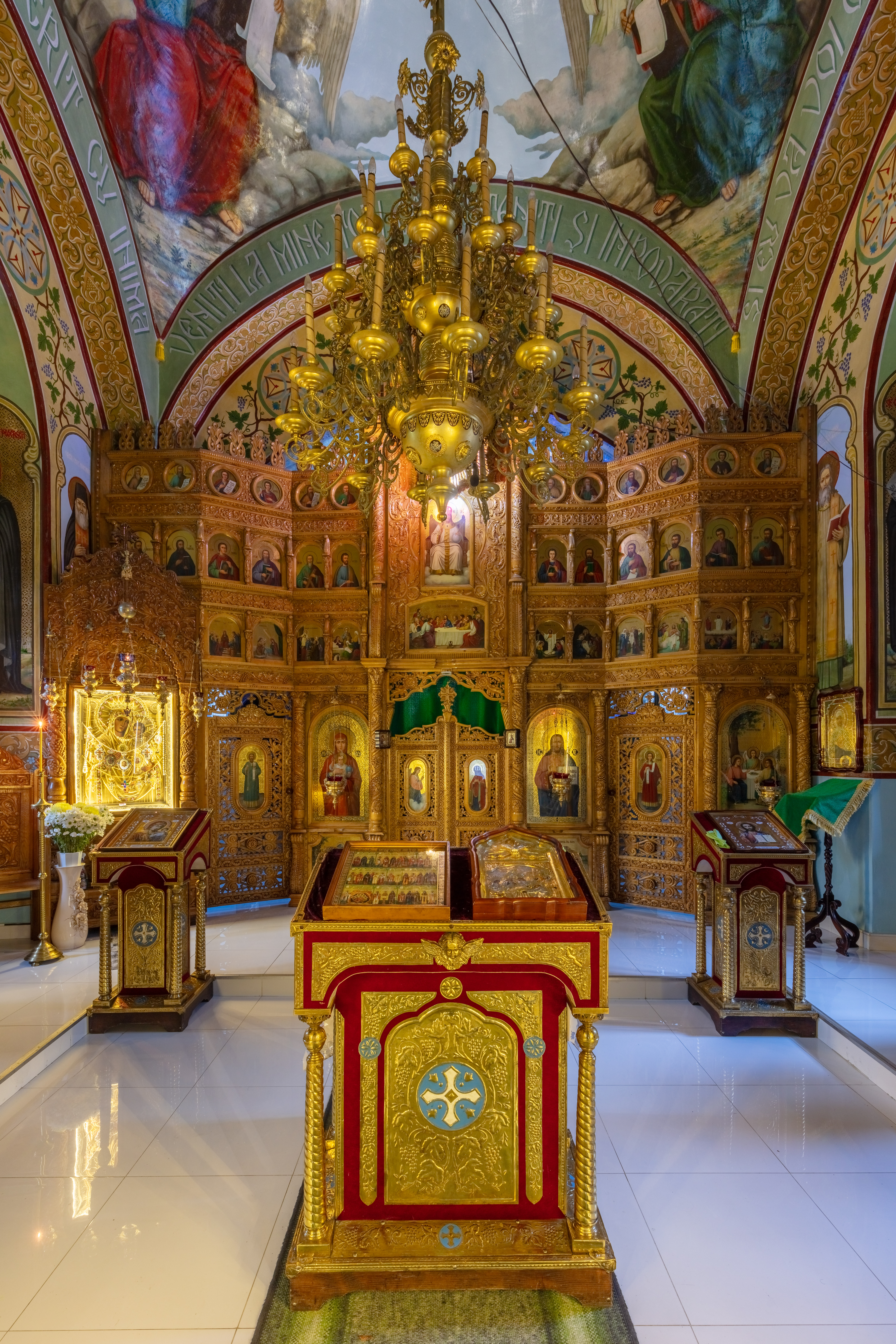